# 익산향교의 은행나무
익산향교의 은행나무는 대한민국 전북특별자치도 익산시 금마면 동고도리, 익산향교에 있는 은행나무이다. 2001년 12월 27일 전라북도의 기념물 제113호로 지정되었다.

## 개요
은행나무는 고생대 말기에 나타나서 중생대 중반에 걸쳐서 전성하였으며, 현재 지구상에 남아있는 유일한 단일종이다.
이 은행나무는 향교의 역사와 유사할 것으로 추측되는데, 수령은 약 500∼600년 정도로 추측되며, 유교교육의 상징인 행단(杏亶)의 의미가 있다. 은행나무의 높이는 15∼16m이고 지상 8m에서 4개의 가지가 나뉘고 있다. 줄기 일부가 절단된 점을 감안할 때, 현 상태보다 나무의 높이와 가지의 크기가 훨씬 컸을 것으로 추측된다.

## 참고 자료
- 익산향교의은행나무 - 국가유산청 국가유산포털